# Diadegma callisto
Diadegma callisto is een insect dat behoort tot de orde vliesvleugeligen (Hymenoptera) en de familie van de gewone sluipwespen (Ichneumonidae). De wetenschappelijke naam van de soort werd voor het eerst geldig gepubliceerd door Horstmann in 1993. Deze sluipwesp is een parasitoïde van de larven van de mineermot Callisto coffeella.